# Sukiyaki (lied)
Ue o muite arukō (Japans schrift: 上を向いて歩こう "Ik kijk omhoog terwijl ik loop") is een Japans lied geschreven door Rokusuke Ei en Hachidai Nakamura. Het lied werd gezongen door Kyū Sakamoto waarmee hij in 1963 een internationale hit scoorde. Het lied, hoewel vrolijk klinkend, heeft een minder vrolijke boodschap. In het lied zingt de zanger dat hij opkijkt naar de hemel, veinzend dat hij de sterren telt, om zo zijn tranen te beletten te vallen, terwijl hij mijmert over het verleden. Het lied is in het westen bekend onder de alternatieve titel Sukiyaki.

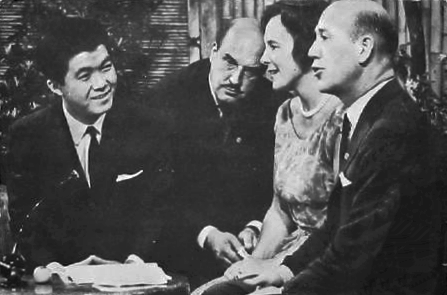
10 oktober 1964, Kyū Sakamoto wordt geïnterviewd op de Zweedse televisie.

## Titelontleding
Ue o muite arukō is de Hepburntransliteratie van de Japanse titel. De titel is opgebouwd uit de onderdelen: 上を [ue o], 向いて [muite], en 歩こう [arukou]. Het eerste onderdeel is het zelfstandig naamwoord: 上 [ue] "bovenkant" gevolgd door de accusatiefmarkeerder を [wo]/[o] (de 'w' wordt meestal niet uitgesproken), het markeert 上 [ue] als het lijdend voorwerp in de zin. Het tweede onderdeel is de te-vorm van het werkwoord: 向いて [muite] van de infinitief: 向く [muku] "kijken naar", met de te-vorm wordt een courante en/of voortdurende activiteit uitgedrukt. Het derde onderdeel is de volitief: 歩こう [arukō] van het werkwoord: 歩く [aruku] "lopen", hiermee wordt de intentie om te lopen uitgedrukt. Grofweg kan 上を向いて歩こう worden vertaald als: "laat me al lopende omhoog kijken.", de titel van het lied wordt standaard vertaald als: "Ik kijk omhoog terwijl ik loop".

## Culinaire associatie
Het lied wordt officieus Sukiyaki genoemd omdat men de originele Japanse titel té complex achtte voor het Amerikaanse publiek. Daarom werd een bekend Japans woord gekozen, ook al heeft het woord Sukiyaki als totaal geen verband met de tekst van in het lied.  Sukiyaki is  een populair Japans eenpansgerecht  bekend is in de westerse wereld.
Een ander voorbeeld is het lied Quand le soleil dit bonjour aux montagnes dat op de hitlijsten stond als The French song. Die titel was kennelijk bedacht door iemand die geen Frans kende en niets anders kon bedenken om het lied aan te duiden.
Fred Bronson, een columnist van het tijdschrift Newsweek, merkte op dat de hertiteling vergelijkbaar zou zijn met het uitbrengen van het lied Moon River van Andy Williams in Japan onder de titel: Beef Stew (rundstoofpot).

## Hitlijsten
Ue o muite arukō is het op een na laatste lied uitgebracht door een Japanse artiest dat terechtkwam op de Amerikaanse hitlijsten. Het stond 3 weken op de eerste plaats van de Amerikaanse hitlijst Billboard. Shina no Yoru (Chinese Nachten), eveneens een lied van Sakamoto, eindigde op nummer 58 in 1963 en was daarmee het laatste Japanse lied dat op de hitlijsten verscheen in de 20e eeuw.

## Postzegel
Op 16 maart 1999 heeft de Japanse posterij Japan Post een postzegel uitgegeven waarop een man met zijn hoofd opgeheven loopt onder een sterrenhemel. De zegel refereert aan het verhaal dat wordt verteld in het lied van Sakamoto.

## Covers

### Nederland
Nederlandse artiesten die Ue o muite arukō in 1963 gecoverd hebben, zijn onder meer The Blue Diamonds (Sukiyaki), Tony Vos (In Yokohama) en Wanda (In Yokohama).
Jan Rot maakte een Nederlandse tekst (geen vertaling), die in 2003 verscheen op de cd An + Jan, Grootste hits, deel I.

### Internationaal
Verder zijn er covers verschenen van Jewel Akens en de discogroep A Taste of Honey.

## NPO Radio 2 Top 2000
| Nummer met noteringen in de NPO Radio 2 Top 2000 | '06  | '07-'08 | '09  | '10  | '11  | '12  | '13  | '14  | '15  |
| ------------------------------------------------ | ---- | ------- | ---- | ---- | ---- | ---- | ---- | ---- | ---- |
| Ue o muite arukō                                 | 1870 | -       | 1662 | 1533 | 1609 | 1679 | 1680 | 1622 | 1713 |

1. ↑  Een '-' betekent dat het nummer niet was genoteerd en een vetgedrukt getal geeft de hoogste notering aan.
2. ↑  2006 was het eerste jaar met een notering voor dit nummer.
3. ↑  Deze tabel is bijgewerkt tot en met de laatste editie (2024).